# Call of Juarez
Call of Juarez é uma série de jogos eletrônicos de tiro em primeira pessoa com temática de faroeste desenvolvido pela empresa polonesa Techland, e publicado pela editora francesa Ubisoft. Atualmente com 4 jogos lançados. 

## Jogos

### Call of Juarez
Call of Juarez (anteriormente Lawman) é um jogo eletrônico de tiro em primeira pessoa com temática velho oeste. Lançado pela primeira vez para Windows em 2006, e depois foi portado para o Xbox 360 em 2007. A versão de PC foi um dos primeiros jogos a usar o DirectX 10 da Microsoft. 

### Call of Juarez: Bound in Blood
Call of Juarez: Bound in Blood é um jogo eletrônico de tiro em primeira pessoa com temática velho oeste, ambientado nos anos de 1864 a 1866. É uma prequela para o primeiro Call of Juarez. O jogo foi lançado no PC, PlayStation 3 e Xbox 360 em 30 de junho de 2009.

### Call of Juarez: The Cartel
Call of Juarez: The Cartel é um jogo eletrônico de tiro em primeira pessoa ambientado nos dias atuais em Los Angeles e no México, com até três jogadores assumindo o papel de agentes da lei e adota os temas do gênero neo-ocidental. O jogo foi lançado em 19 de julho de 2011 para Xbox 360 e PlayStation 3 e lançado em 13 de setembro de 2011 no PC. O jogo recebeu críticas mistas a negativas.

### Call of Juarez: Gunslinger
Anunciado no PAX 2012, Call of Juarez: Gunslinger é um título Xbox Live Arcade, PlayStation Network e PC, que retorna a série ao antigo estilo velho. O jogo foi lançado mundialmente para PC, PlayStation 3 e Xbox 360 em 22 de maio de 2013.

## Patenteamento para Sistema de Narrativa Adaptativa em Jogos
Em 2012, a Ubisoft registrou uma patente inovadora para um sistema de narrativa adaptativa, desenvolvido em colaboração com a Techland para o jogo Call of Juarez: Gunslinger. Esse sistema permite que a história do jogo se ajuste dinamicamente conforme é narrada pelo protagonista, influenciando elementos como cenários, inimigos e eventos em tempo real.
O processo de patenteamento foi conduzido em parceria com a Sony Interactive Entertainment LLC, garantindo a proteção intelectual da tecnologia nos principais mercados de atuação da empresa. Com essa patente, a Ubisoft reforça seu compromisso com a inovação, estabelecendo novos padrões para narrativas interativas e experiências imersivas no universo dos jogos eletrônicos.
| Jogo                           | GameRankings | Metacritic |
| ------------------------------ | ------------ | ---------- |
| Call of Juarez                 | —            | 71/100     |
| Call of Juarez: Bound in Blood | —            | 77/100     |
| Call of Juarez: The Cartel     | —            | 51/100     |
| Call of Juarez: Gunslinger     | —            | 76/100     |